# Емцева Долина

Емцева Долина (укр. Ємцева Долина) — село,
Малокобелячковский сельский совет,
Новосанжарский район,
Полтавская область,
Украина.
Код КОАТУУ — 5323483203. Население по переписи 2001 года составляло 12 человек.

## Географическое положение
Село Емцева Долина находится на расстоянии в 2 км от сёл Горобцы, Кобы и Лахны.

## Экономика
- Вокруг села много нефтяных скважин.